# Ananda Mahidol
Ananda Mahidol, Rama VIII, född 20 september 1925 i Heidelberg, Tyskland, död 9 juni 1946 i Bangkok, var kung av Thailand från 1935 till 1946. Han blev med största sannolikhet mördad, då han på morgonen den 9 juni 1946 påträffades skjuten i sitt sovrum. Han efterträddes av sin yngre broder Bhumibol Adulyadej (1927–2016).